# Helgicirrha weaveri
Helgicirrha weaveri är en nässeldjursart som beskrevs av Allwein 1967. Helgicirrha weaveri ingår i släktet Helgicirrha och familjen Eirenidae. Inga underarter finns listade i Catalogue of Life.